# International Emmy Award de la meilleure mini-série ou du meilleur téléfilm
L'International Emmy Award du meilleur téléfilm ou mini-série (International Emmy Award for Best TV Movie or Miniseries) est décerné par l'Académie Internationale des Arts et des Sciences de la Télévision (IATAS) aux meilleures mini-séries ou films réalisés pour la télévision, initialement produits et diffusés en dehors des États-Unis.

## Palmarès

### Années 2000
- 2002 : Die Manns - Ein Jahrhundertroman[1],  Allemagne
  - The Enclave,  Pays-Bas
  - Perfect Strangers,  Royaume-Uni
  - Sunday,  Royaume-Uni

- 2003 : Mein Vater,  Allemagne
  - Ramona,  Suède
  - Murder,  Royaume-Uni
  - Jean Moulin, une affaire française,  France

- 2004 : Henry VIII,  Royaume-Uni
  - L'Affaire Dominici,  France
  - The Canterbury Tales,  Royaume-Uni
  - The Deal,  Royaume-Uni

- 2005 : Unge Andersen[2],  Danemark
  - Hoje É Dia de Maria,  Brésil
  - Julie, chevalier de Maupin,  France
  - Hawking,  Royaume-Uni

- 2006 : Nuit noire, 17 octobre 1961[3],  France
  - Filhos do Carnaval,  Brésil
  - Kronprinsessan,  Suède
  - The Virgin Queen,  Royaume-Uni

- 2007 : La Mort du président,  Royaume-Uni
  - Antônia,  Brésil
  - Toy Train,  Chine
  - Die Mauer – Berlin '61,  Allemagne

- 2008 : Televisión por la identidad[4],  Argentine
  - Britz,  Royaume-Uni
  - Das Wunder von Berlin,  Allemagne
  - Wait for the Birth of the Husband,  Chine

- 2009 : Die Wölfe,  Allemagne
  - Maysa: Quando Fala o Coração,  Brésil
  - Ultimate Rescue,  Chine
  - The Shooting of Thomas Hurndall,  Royaume-Uni

### Années 2010
- 2010 : Small Island,  Royaume-Uni
  - Hopeville,  Afrique du Sud
  - Som & Fúria,  Brésil
  - Mein Leben – Marcel Reich-Ranicki,  Allemagne

- 2011 : Millenium,  Suède
  - Mo,  Royaume-Uni
  - Operación Jaque,  Colombie
  - Shu shain boi,  Japon

- 2012 : Black Mirror,  Royaume-Uni
  - Shoshû,  Japon
  - Homens de Bem,  Brésil
  - L'Infiltré,  France

- 2013 : Das Wunder von Kärnten,  Allemagne
  - Somos,  Uruguay
  - Secret State,  Royaume-Uni
  - Heaven's Ark,  Japon

- 2014 : Génération War,  Allemagne
  - Alexandre e Outros Heróis,  Brésil
  - An Adventure in Space and Time,  Royaume-Uni
  - Radio,  Japon

- 2015 : Soldat blanc,  France
  - La Celebración,  Argentine
  - Common,  Royaume-Uni
  - Hitojichi no Roudokukai,  Japon

- 2016 : Capital,  Royaume-Uni
  - Os Experientes,  Brésil
  - Nackt unter Wölfen,  Allemagne
  - Splash Splash Love,  Corée du Sud

- 2017 : Ne m'abandonne pas,  France
  - Reg,  Royaume-Uni
  - Alemão: Os Dois Lados do Complexo,  Brésil
  - Tokyo Trial,  Japon

- 2018 : Man in an Orange Shirt,  Royaume-Uni
  - Toter Winkel,  Allemagne
  - Aldo – Mais Forte Que O Mundo,  Brésil
  - Kurara: The Dazzling Life of Hokusai's Daughter,  Japon

- 2019 : Safe Harbour,  Australie
  - Se Eu Fechar os Olhos Agora,  Brésil
  - Trezor,  Hongrie
  - Lust Stories,  Inde

### Années 2020
- 2020 : Responsible Child[5],  Royaume-Uni
  - Elis - Viver é Melhor que Sonhar,  Brésil
  - L'Effondrement,  France
  - The Festival of the Little Gods,  Japon

- 2021 : Atlantic Crossing[6],  Norvège
  - Des,  Royaume-Uni
  - It's Okay to Not Be Okay,  Corée du Sud
  - Todas as Mulheres do Mundo,  Brésil

- 2022 : Help,  Royaume-Uni
  - Il est elle,  France
  - Isabel, La Historia Íntima de la Escritora Isabel Allende,  Chili
  - On the Job,  Philippines

- 2023 : La Caída,  Mexique
  - Reborn Rich,  Corée du Sud
  - Infiniti,  France
  - Life and Death in the Warehouse,  Royaume-Uni